# Giro d’Italia 2025/20. Etappe
Die 20. Etappe des Giro d’Italia 2025 fand am 31. Mai 2025 statt. Sie bildete die dritte und letzte Bergankunft der 108. Austragung des italienischen Etappenrennens. Die Strecke führte Verrès nach Sestriere, wo sich das Ziel nach 205 Kilometern auf einer Höhe von 2033 Metern befand. Zuvor musste mit dem Schotter-Anstieg des Colle delle Finestre (2178 m) der höchste Punkt der Rundfahrt überquert werden. Nach der Etappe hatten die Fahrer insgesamt 3300,3 Kilometer zurückgelegt, was 95,85 % der Gesamtdistanz entspricht. Die Organisatoren der Rundfahrt bewerteten die Schwierigkeit der Etappe mit fünf von fünf Sternen.
Den Etappensieg sicherte sich der Australier Chris Harper (Team Jayco AlUla) aus der Ausreißergruppe, nachdem er sich rund 32 Kilometer vor Ziel im Anstieg des Colle delle Finestre von seinen Fluchtgefährten abgesetzt hatte. Er setzte sich mit einem Vorsprung von einer Minute und 49 Sekunden vor Alessandro Verre (Arkéa-B&B Hotels) durch. Platz drei ging mit einem Rückstand von einer Minute und 57 Sekunden an den Briten Simon Yates (Team Visma-Lease a Bike), der einen Tag vor dem Ende der Rundfahrt das Rosa Trikot von Isaac Del Toro (UAE Team Emirates-XRG) übernahm.

## Streckenverlauf
Der neutralisierte Start erfolgte in Verrès auf der Via/Rue Frère Gilles. Bereits auf den ersten Metern ging es auf die SS26, ehe das Rennen nach 2,1 Kilometern kurz vor Arnad freigegeben wurde.
Nach dem offiziellen Start führte die Strecke aus dem Aostatal, wobei Pont-Saint-Martin, Settimo Vittone, Borgofranco d’Ivrea und Ivrea durchfahren wurden. Im Anschluss ging es vorbei an Castellamonte nach Rocca Canavese, wo bei Kilometer 64,5 der erste Zwischensprint erfolgte. Zugleich ging es bergauf nach Corio (607 m), wo nach 69,2 Kilometern eine Bergwertung der 4. Kategorie abgenommen wurde. Die anschließende Abfahrt führte die Fahrer nach Grosso, ehe sie über Lanzo Torinese und Viù zum Anstieg des Colle del Lys (1311 m) gelangten. Dieser war 13,7 Kilometer lang und stieg im Schnitt mit 4,3 % an, wobei die erste Hälfte mit rund 7 % bergauf zum vorgelagerten Col San Giovanni (1090 m) führte. Auf der Passhöhe des Colle del Lys wurde nach 115,7 Kilometern eine Bergwertung der 2. Kategorie abgenommen, ehe es bergab nach Avigliana ging. Nach 137,1 Kilometern wurde in Chiusa di San Michele der zweite Zwischensprint ausgefahren und die Fahrer folgten dem Dora Riparia im Susatal in Richtung Westen. Kurz nach Bussoleno begann in Susa schließlich die Auffahrt auf den Colle delle Finestre.
Der Colle delle Finestre stellte mit einer Höhe von 2178 Metern den höchsten Punkt der 108. Austragung dar. Er galt somit als Cima Coppi. Die Auffahrt begann 46 Kilometer vor dem Ziel, wobei der Pass auf einer Länge von 18,5 Kilometern eine durchschnittliche Steigung von 9,2 % aufwies. Rund 8 Kilometer vor der Passhöhe verließen die Fahrer bei Il Colletto (1456 m) die asphaltierte Straße und absolvierten die verbliebenen Kilometer auf unbefestigtem Untergrund. 4,3 Kilometer vor dem höchsten Punkt wurde zudem beim Bergerie la Casette (1788 m) der Red Bull-Kilometer ausgefahren. Die Passhöhe wurde schließlich 27,5 Kilometer vor dem Ziel passiert, ehe es auf asphaltierten Straßen bergab ins Val Chisone ging. Nach 11,2 abschüssigen Kilometern begann die Straße in Pourrières erneut anzusteigen, wobei es auf der breiten SP23R zur Bergankunft nach Sestriere ging. Der Schlussanstieg war 16,2 Kilometer lang, stieg im Schnitt jedoch nur mit 3,8 % an. Auf den ersten 6,5 Kilometern lag die durchschnittliche Steigung sogar nur bei rund 2 %. In Pragelato-Ruà begann die Straße schließlich stärker anzusteigen, wobei auch die letzten 9,8 Kilometer im Schnitt mit nur rund 5 % verliefen. Die maximalen Steigungsprozente wurden etwa 5 Kilometer vor dem Ziel mit 9 % erreicht. Das Ziel befand sich auf der SP23R auf einer Höhe von 2033 Metern. Der Schlussanstieg nach Sestriere galt als Bergwertung der 3. Kategorie.
|                            | Ort                           | Kilometer | Länge (km) | Höhe (m) | Ø Steigung | max. Steigung |
| -------------------------- | ----------------------------- | --------- | ---------- | -------- | ---------- | ------------- |
| neutralisierter Start      | Verrès (Via/Rue Frère Gilles) | −2,1      |            |          |            |               |
| offizieller Start          | SS26                          | 0         |            |          |            |               |
| Zwischensprint             | Rocca Canavese                | 64,5      |            |          |            |               |
| Bergwertung (4. Kategorie) | Corio                         | 69,2      | 7,2        | 607      | 3,5 %      | unbekannt     |
| Bergwertung (2. Kategorie) | Colle del Lys                 | 115,7     | 13,7       | 1311     | 4,3 %      | 12 %          |
| Zwischensprint             | Chiusa di San Michele         | 137,1     |            |          |            |               |
| Red Bull-Kilometer         | Bergerie la Casette           | 173,2     |            |          |            |               |
| Bergwertung (Cima Coppi)   | Colle delle Finestre          | 177,5     | 18,5       | 2178     | 9,2 %      | 14 %          |
| Bergwertung (3. Kategorie) | Sestriere                     | 205       | 16,2       | 2033     | 3,8 %      | 9 %           |
| Ziel                       | Sestriere                     | 205       |            |          |            |               |

## Ergebnis
| \| Etappenergebnis \| Etappenergebnis \| Etappenergebnis \| Etappenergebnis \| Etappenergebnis \| \| Fahrer \| Fahrer \| Land \| Team \| Zeit \| \| --------------- \| ------------------ \| ---------------------- \| ----------------------------- \| --------------- \| \| 1. \| Chris Harper \| Australien \| Team Jayco AlUla \| 5 h 27 min 29 s \| \| 2. \| Alessandro Verre \| Italien \| Arkéa-B&B Hotels \| + 1 min 49 s \| \| 3. \| Simon Yates \| Vereinigtes Königreich \| Team Visma \\| Lease a Bike \| + 1 min 57 s \| \| 4. \| Gianmarco Garofoli \| Italien \| Soudal Quick-Step \| + 3 min 52 s \| \| 5. \| Rémy Rochas \| Frankreich \| Groupama-FDJ \| + 3 min 57 s \| \| 6. \| Martin Marcellusi \| Italien \| VF Group-Bardiani CSF-Faizanè \| + 4 min 31 s \| \| 7. \| Carlos Verona \| Spanien \| Lidl-Trek \| + 4 min 31 s \| \| 8. \| Max Poole \| Vereinigtes Königreich \| Team Picnic-PostNL \| + 6 min 45 s \| \| 9. \| Isaac Del Toro \| Mexiko \| UAE Team Emirates XRG \| + 7 min 10 s \| \| 10. \| Giulio Pellizzari \| Italien \| Red Bull-Bora-Hansgrohe \| + 7 min 10 s \| |                    |                        |                               |                 |
| |                    |                        |                               |                 |
| Quelle: ProCyclingStats |                    |                        |                               |                 |
| Etappenergebnis |                    |                        |                               |                 |
| Fahrer | Fahrer             | Land                   | Team                          | Zeit            |
| 1. | Chris Harper       | Australien             | Team Jayco AlUla              | 5 h 27 min 29 s |
| 2. | Alessandro Verre   | Italien                | Arkéa-B&B Hotels              | + 1 min 49 s    |
| 3. | Simon Yates        | Vereinigtes Königreich | Team Visma \| Lease a Bike    | + 1 min 57 s    |
| 4. | Gianmarco Garofoli | Italien                | Soudal Quick-Step             | + 3 min 52 s    |
| 5. | Rémy Rochas        | Frankreich             | Groupama-FDJ                  | + 3 min 57 s    |
| 6. | Martin Marcellusi  | Italien                | VF Group-Bardiani CSF-Faizanè | + 4 min 31 s    |
| 7. | Carlos Verona      | Spanien                | Lidl-Trek                     | + 4 min 31 s    |
| 8. | Max Poole          | Vereinigtes Königreich | Team Picnic-PostNL            | + 6 min 45 s    |
| 9. | Isaac Del Toro     | Mexiko                 | UAE Team Emirates XRG         | + 7 min 10 s    |
| 10. | Giulio Pellizzari  | Italien                | Red Bull-Bora-Hansgrohe       | + 7 min 10 s    |

## Gesamtstände
| \| Gesamtwertung \| Gesamtwertung \| Gesamtwertung \| Gesamtwertung \| Gesamtwertung \| \| Fahrer \| Fahrer \| Land \| Team \| Zeit \| \| ------------- \| ----------------- \| ---------------------- \| -------------------------- \| ---------------- \| \| 1. \| Simon Yates \| Vereinigtes Königreich \| Team Visma \\| Lease a Bike \| 79 h 18 min 42 s \| \| 2. \| Isaac Del Toro \| Mexiko \| UAE Team Emirates XRG \| + 3 min 56 s \| \| 3. \| Richard Carapaz \| Ecuador \| EF Education-EasyPost \| + 4 min 43 s \| \| 4. \| Derek Gee \| Kanada \| Israel-Premier Tech \| + 6 min 23 s \| \| 5. \| Damiano Caruso \| Italien \| Bahrain Victorious \| + 7 min 32 s \| \| 6. \| Giulio Pellizzari \| Italien \| Red Bull-Bora-Hansgrohe \| + 9 min 28 s \| \| 7. \| Egan Bernal \| Kolumbien \| Ineos Grenadiers \| + 12 min 42 s \| \| 8. \| Einer Rubio \| Kolumbien \| Movistar Team \| + 13 min 05 s \| \| 9. \| Brandon McNulty \| Vereinigte Staaten \| UAE Team Emirates XRG \| + 13 min 36 s \| \| 10. \| Michael Storer \| Australien \| Tudor Pro Cycling Team \| + 14 min 27 s \| |                   |                        |                            |                  |
| |                   |                        |                            |                  |
| Quelle: ProCyclingStats |                   |                        |                            |                  |
| Gesamtwertung |                   |                        |                            |                  |
| Fahrer | Fahrer            | Land                   | Team                       | Zeit             |
| 1. | Simon Yates       | Vereinigtes Königreich | Team Visma \| Lease a Bike | 79 h 18 min 42 s |
| 2. | Isaac Del Toro    | Mexiko                 | UAE Team Emirates XRG      | + 3 min 56 s     |
| 3. | Richard Carapaz   | Ecuador                | EF Education-EasyPost      | + 4 min 43 s     |
| 4. | Derek Gee         | Kanada                 | Israel-Premier Tech        | + 6 min 23 s     |
| 5. | Damiano Caruso    | Italien                | Bahrain Victorious         | + 7 min 32 s     |
| 6. | Giulio Pellizzari | Italien                | Red Bull-Bora-Hansgrohe    | + 9 min 28 s     |
| 7. | Egan Bernal       | Kolumbien              | Ineos Grenadiers           | + 12 min 42 s    |
| 8. | Einer Rubio       | Kolumbien              | Movistar Team              | + 13 min 05 s    |
| 9. | Brandon McNulty   | Vereinigte Staaten     | UAE Team Emirates XRG      | + 13 min 36 s    |
| 10. | Michael Storer    | Australien             | Tudor Pro Cycling Team     | + 14 min 27 s    |

| Punktewertung | Punktewertung      | Punktewertung | Punktewertung              | Punktewertung |
| Fahrer        | Fahrer             | Land          | Team                       | Punkte        |
| ------------- | ------------------ | ------------- | -------------------------- | ------------- |
| 1.            | Mads Pedersen      | Dänemark      | Lidl-Trek                  | 277 P.        |
| 2.            | Olav Kooij         | Niederlande   | Team Visma \| Lease a Bike | 135 P.        |
| 3.            | Wout van Aert      | Belgien       | Team Visma \| Lease a Bike | 127 P.        |
| 4.            | Dries De Bondt     | Belgien       | Decathlon-AG2R La Mondiale | 119 P.        |
| 5.            | Isaac Del Toro     | Mexiko        | UAE Team Emirates XRG      | 109 P.        |
| 6.            | Casper van Uden    | Niederlande   | Team Picnic-PostNL         | 88 P.         |
| 7.            | Richard Carapaz    | Ecuador       | EF Education-EasyPost      | 77 P.         |
| 8.            | Alessandro Tonelli | Italien       | Team Polti VisitMalta      | 76 P.         |
| 9.            | Mirco Maestri      | Italien       | Team Polti VisitMalta      | 72 P.         |
| 10.           | Orluis Aular       | Venezuela     | Movistar Team              | 68 P.         |

| Bergwertung | Bergwertung       | Bergwertung | Bergwertung                   | Bergwertung |
| Fahrer      | Fahrer            | Land        | Team                          | Punkte      |
| ----------- | ----------------- | ----------- | ----------------------------- | ----------- |
| 1.          | Lorenzo Fortunato | Italien     | XDS Astana Team               | 355 P.      |
| 2.          | Christian Scaroni | Italien     | XDS Astana Team               | 201 P.      |
| 3.          | Nicolas Prodhomme | Frankreich  | Decathlon-AG2R La Mondiale    | 107 P.      |
| 4.          | Manuele Tarozzi   | Italien     | VF Group-Bardiani CSF-Faizanè | 87 P.       |
| 5.          | Carlos Verona     | Spanien     | Lidl-Trek                     | 61 P.       |
| 6.          | Chris Harper      | Australien  | Team Jayco AlUla              | 60 P.       |
| 7.          | Richard Carapaz   | Ecuador     | EF Education-EasyPost         | 47 P.       |
| 8.          | Romain Bardet     | Frankreich  | Team Picnic-PostNL            | 47 P.       |
| 9.          | Isaac Del Toro    | Mexiko      | UAE Team Emirates XRG         | 45 P.       |
| 10.         | Pello Bilbao      | Spanien     | Bahrain Victorious            | 42 P.       |

| Nachwuchswertung | Nachwuchswertung        | Nachwuchswertung       | Nachwuchswertung        | Nachwuchswertung  |
| Fahrer           | Fahrer                  | Land                   | Team                    | Zeit              |
| ---------------- | ----------------------- | ---------------------- | ----------------------- | ----------------- |
| 1.               | Isaac Del Toro          | Mexiko                 | UAE Team Emirates XRG   | 79 h 22 min 38 s  |
| 2.               | Giulio Pellizzari       | Italien                | Red Bull-Bora-Hansgrohe | + 5 min 32 s      |
| 3.               | Max Poole               | Vereinigtes Königreich | Team Picnic-PostNL      | + 14 min 19 s     |
| 4.               | Davide Piganzoli        | Italien                | Team Polti VisitMalta   | + 23 min 57 s     |
| 5.               | Antonio Tiberi          | Italien                | Bahrain Victorious      | + 42 min 08 s     |
| 6.               | Embret Svestad-Bårdseng | Norwegen               | Arkéa-B&B Hotels        | + 1 h 02 min 44 s |
| 7.               | Edoardo Zambanini       | Italien                | Bahrain Victorious      | + 1 h 22 min 03 s |
| 8.               | Marco Frigo             | Italien                | Israel-Premier Tech     | + 1 h 28 min 24 s |
| 9.               | Gianmarco Garofoli      | Italien                | Soudal Quick-Step       | + 1 h 49 min 57 s |
| 10.              | Igor Arrieta            | Spanien                | UAE Team Emirates XRG   | + 1 h 56 min 19 s |

| Mannschaftswertung | Mannschaftswertung         | Mannschaftswertung           | Mannschaftswertung |
| Team               | Team                       | Land                         | Zeit               |
| ------------------ | -------------------------- | ---------------------------- | ------------------ |
| 1.                 | UAE Team Emirates XRG      | Vereinigte Arabische Emirate | 238 h 16 min 27 s  |
| 2.                 | Bahrain-Victorious         | Bahrain                      | + 58 min 40 s      |
| 3.                 | Team Visma \| Lease a Bike | Niederlande                  | + 1 h 15 min 37 s  |
| 4.                 | XDS Astana Team            | Kasachstan                   | + 1 h 46 min 40 s  |
| 5.                 | Tudor Pro Cycling Team     | Schweiz                      | + 1 h 52 min 53 s  |
| 6.                 | Movistar Team              | Spanien                      | + 1 h 52 min 56 s  |
| 7.                 | Team Picnic-PostNL         | Niederlande                  | + 2 h 25 min 21 s  |
| 8.                 | Red Bull-BORA-hansgrohe    | Deutschland                  | + 2 h 52 min 52 s  |
| 9.                 | Israel-Premier Tech        | Israel                       | + 3 h 06 min 01 s  |
| 10.                | Ineos Grenadiers           | Vereinigtes Königreich       | + 3 h 09 min 08 s  |